# Cyrille Pouget
Cyrille Pouget (Metz, 6 dicembre 1972) è un ex calciatore francese, di ruolo attaccante.

## Palmarès

### Club

#### Competizioni nazionali
- Coppa di Lega francese: 1

Metz: 1995-1996
- Campionato lussemburghese: 1

Jeunesse d'Esch: 2003-2004